# Vakarel Saddle
Vakarel Saddle är ett bergspass i Antarktis. Det ligger i Sydshetlandsöarna. Argentina, Chile och Storbritannien gör anspråk på området. Vakarel Saddle ligger 1 800 meter över havet.
Terrängen runt Vakarel Saddle är huvudsakligen bergig, men åt nordväst är den platt. Havet är nära Vakarel Saddle västerut. Trakten är obefolkad. Det finns inga samhällen i närheten. 